# Ulrich Salchow
Ulrich Salchow (Karl Emil Julius Ulrich Salchow, 7 de agosto de 1877  - 19 de abril de 1949) fue un patinador sueco que dominó su deporte durante la primera década del siglo XX.
Salchow ganó el campeonato del mundo de patinaje artístico en 10 ocasiones, desde 1901 a 1905 y de 1907 a 1911. Este récord aún continúa vigente, compartido con el de la patinadora Sonja Henie que lo logró en las décadas de los 20 y los 30. 
Además Salchow fue en tres ocasiones subcampeón del mundo y nueve veces campeón de Europa.
En 1909 realizó el salto que lleva su nombre. Tras su retirada fue presidente de la Unión Internacional de Patinaje sobre Hielo desde 1925 a 1937.